# Realme 5 Pro
 Realme 5 Pro là điện thoại thông minh từ công ty realme của Trung Quốc.

## Thông số kỹ thuật

### Phần cứng
Realme 5 Pro được trang bị bộ vi xử lý Qualcomm Snapdragon 712 AIE và lõi Octa (2 × 2.3 GHz Kryo 360 Gold & 6 × 1.7 GHz Kryo 360 Silver) và GPU Adreno 616.
Realme 5 Pro sở hữu pin 4.035 mAh, thoải mái để cung cấp thời gian sử dụng cả ngày. Realme đi kèm với bộ sạc nhanh VOOC 3.0 20W (5V / 4A) và chỉ mất hơn một giờ để sạc đầy pin Realme 5 Pro từ 0%. Tất cả đã nói và làm, trải nghiệm pin là tuyệt vời cho giá cả.
Realme 5 Pro được tích hợp 4 GB, 6 GB, 8 GB với bộ nhớ trong 64 GB, 128 GB.

### Máy ảnh
Realme 5 Pro có bốn camera phía sau, camera chính là cảm biến 48MP và nó có thể quay video 4K. Camera thứ hai là cảm biến 8MP với góc nhìn cực rộng. Hai cảm biến còn lại có một cảm biến độ phân giải 2MP để hỗ trợ chụp ảnh siêu cận (macro) và một cảm biến 2MP khác để hỗ trợ chụp ảnh chân dung, nó có khẩu độ f/2.0 và có thể quay video Full HD.

### Hệ điều hành
Realme 5 Pro chạy ColorOS 6, có hỗ trợ trò chơi, không gian trò chơi, chế độ lái xe thông minh, ứng dụng bản sao và nhiều hơn nữa. Phần mềm này cũng bao gồm chứng nhận DRM L1 và hỗ trợ truyền phát HD từ các ứng dụng như Netflix và Prime Video.